# Snabbmat

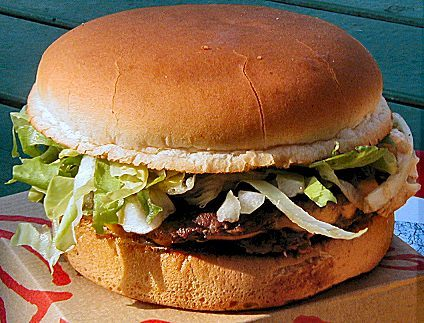
Hamburgare är en typisk snabbmatsrätt.

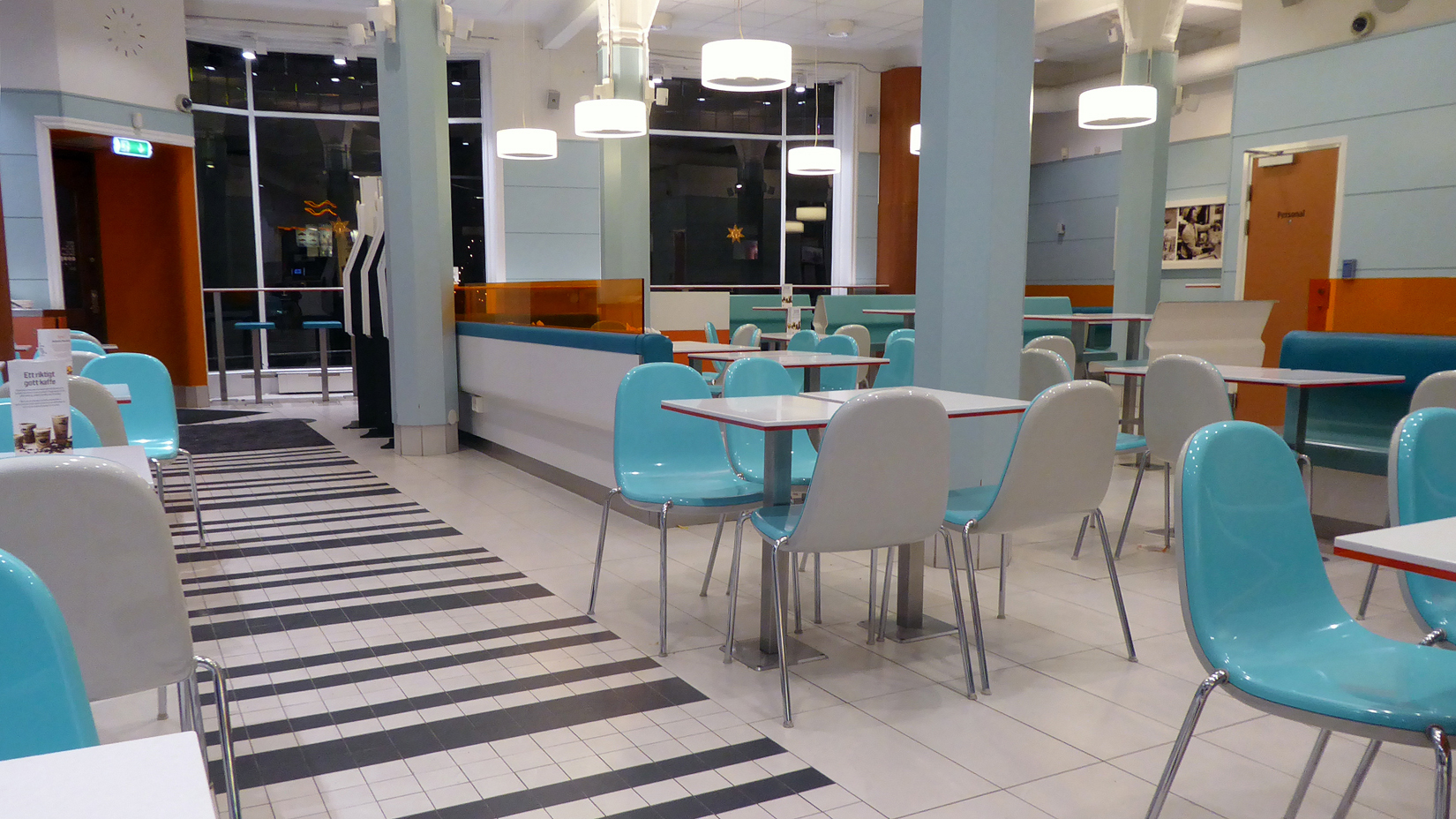
Typisk interiör på en snabbmatsrestaurang.

Snabbmat är en typ av massproducerad mat avsedd för återförsäljning i restauranger och liknande där fokus ligger på snabbt tillagad mat som ofta innehåller snabba kolhydrater. 

## Introduktion till snabbmat
Snabbmat skapades ursprungligen som en kommersiell strategi för att bemöta det stora antalet pendlare, resenärer och lönearbetare som ofta inte hade tid att sitta ned på en pub eller restaurang och vänta på sin måltid. Begreppet ”fast food” introducerades i engelskspråkiga ordböcker år 1951.
Snabbmat serveras eller hämtas på exempelvis restauranger, gatukök, smörgåsbarer eller pizzerior. Mycket snabbmat runt om i världen säljs även som streetfood, det vill säga från stånd, kärror eller bilar direkt på gatan, och konsumeras också på gatan. Frysta, kylda eller rumstempererade måltider som säljs i livsmedelsbutik kallas vanligen färdigmat.  
Den är antingen färdiglagad redan före beställning, kan förbeställas eller tillreds snabbt medan man väntar. Vanligt för snabbmat är även att man kan kombinera olika valfria tillbehör till maträtten man beställt. Exempel på vanliga tillbehör är sallader, dressingar, såser, pommes frites, lökringar och frukt.
Snabbmat har utvecklats till en mångmiljardindustri och flera aktörer på marknaden är multinationella företag som tillhör några av de största i världen.

## Hälsa och mättnad
Snabbmat anses ofta vara salt och fet mat med för lite kostfiber. Snabbmatsbranschen möter denna kritik genom att lansera nyttigare alternativ. År 2004 ansåg Apoteket att många av snabbmatsrestaurangernas hälsosammare rätter var för små och kalorifattiga för att mätta. Ofta saknades också ett fiberrikt bröd till måltiden. Generellt är det svårt för konsumenten att hitta en snabbmatsmåltid som både är nyttig och mättande. Exempelvis innehåller sushi nyttig fisk, men även mycket kolhydrater i tillbehören och den kan mätta dåligt. Thaimat innehåller rikligt med grönsaker, men såserna är ofta energirika och risportionerna ofta för stora. Hamburgare med bröd innehåller för mycket fett och strips för mycket salt och för lite näring. Även om en fiskburgare är nyttigare än en hamburgare är den mycket kaloririk. Pizza innehåller för mycket fett och salt. Korv är näringsfattig. Kebab innehåller vanligen mer näring än pizza, hamburgare, korv och pommes. Soppor är ofta näringsfattiga och mättar dåligt. En avvägd rätt som kan vara både hälsosam och mättande är exempelvis en pastasallad som innehåller rikligt med kyckling. Generellt är vegetariska rätter, som falafel, nyttiga. För det mesta behöver man välja bort eller byta ut onyttiga tillbehör mot fullkornsbröd, grönsaker och en annan dryck än läsk för att få en balanserad rätt.